# Furggsattel
Der Furggsattel ist ein Gebirgspass in den Walliser Alpen. Er liegt auf der Grenze zwischen der Schweiz und Italien auf 3349 m ü. M. Höhe und übertrifft so den nahegelegenen Theodulpass um einige Dutzend Meter.
Der Furggsattel ist zwischen dem Furgghorn (3451 m) und dem Theodulhorn (3468 m) eingebettet und verbindet Zermatt mit Breuil-Cervinia.
Der Furggsattel ist von Oktober bis Juni durch die Gletscher-Sesselbahn vom Trockenen Steg aus erreichbar. Die Gletscherbahn wurde 2003 eröffnet und war die erste Sesselbahn, welche auf einem Schweizer Gletscher gebaut wurde. Sie ist die längste Gletschersesselbahn Europas. Für den Bau wurden spezielle Masten, sogenannte Gletscherstützen, eingesetzt. Die Bergstation stand beim Bau auf italienischem Boden, da der Sattelpunkt des Gletschers nördlich von ihr lag. Aufgrund des Gletscherschwundes hat sich die Kammlinie und somit die Staatsgrenze seither Richtung Süden verschoben, sodass die Bergstation laut bilateraler Vereinbarung („wandelnder Grenze“) inzwischen auf dem Staatsgebiet der Schweiz liegt.